# Christina Karlsson
Irma Christina Karlsson (* 3. Juni 1946 in Hällefors) ist eine ehemalige schwedische Eisschnellläuferin.
Karlsson, die für den Mälarhöjdens IK aus Stockholm startete, nahm von 1958 bis 1973 an nationalen Wettbewerben teil und wurde dabei im Jahr 1966 schwedische Meisterin im Mini-Mehrkampf. International trat sie erstmals bei der Mehrkampf-Weltmeisterschaft 1963 in Karuizawa in Erscheinung, wo sie den 13. Platz im Mini-Mehrkampf errang. In den folgenden Jahren lief sie bei der Mehrkampf-Weltmeisterschaft 1964 in Kristinehamn auf den 28. Platz, bei der Mehrkampf-Weltmeisterschaft 1965 in Oulu sowie bei der Mehrkampf-Weltmeisterschaft 1966 in Trondheim jeweils auf den 23. Rang. Letztmals international startete sie bei den Olympischen Winterspielen 1968 in Grenoble, wo sie den 18. Platz über 1500 m und den 13. Platz über 3000 m errang.

## Persönliche Bestleistungen
| Disziplin | Zeit       | Datum            | Ort       |
| --------- | ---------- | ---------------- | --------- |
| 500 m     | 47,9 s     | 3. Februar 1968  | Davos     |
| 1000 m    | 1:38,3 min | 22. Februar 1963 | Karuizawa |
| 1500 m    | 2:30,7 min | 22. Februar 1963 | Karuizawa |
| 3000 m    | 5:11,6 min | 3. Februar 1968  | Davos     |